# Tuinmonnikskap
De tuinmonnikskap (Aconitum × cammarum) is een overblijvend kruid van hybride herkomst, waarvan meerdere cultivars bestaan. Het is een tuinplant van  0,50-1,00 m hoog, die in delen van Europa wordt aangeplant en die na verwildering lang kan standhouden op beschaduwde, koele en vochtige plaatsen zoals oevers van waterlopen, natte graslanden en nabij woningen. 
De tweeslachtige bloemen van dit steriele taxon kan paars, blauw, wit, bont of gemengd zijn. Blauw gekleurde exemplaren zijn goed van de blauwe monnikskap te onderscheiden, doordat de bloemstelen kaal of slechts zwak behaard zijn en de helm hoger is dan breed. Bij de blauwe monnikskap zijn de bloemstelen behaard tot dicht behaard en is de helm breder dan hoog. 
Van de aanwezige alkaloïden is het zeer giftige aconitine het meest werkzame bestanddeel en wordt in de traditionele Chinese en Japanse geneeskunde gebruikt bij de behandeling van hartfalen en heftige (zenuw)pijn. In de moderne westerse geneeskunde wordt deze stof niet gebruikt.
De vertegenwoordigers van het geslacht Aconitum spelen ook een belangrijke rol in de mythologie en volksgeloof over hekserij en magie.